# Дикарев, Валерий Павлович
Вале́рий Па́влович Ди́карев (10 сентября 1939, Баку — январь 2001, Москва) — советский футболист, защитник, после завершения карьеры игрока работал судьёй. Мастер спорта (1961). Судья республиканской категории (1973).

## Карьера
Валерий Дикарев — воспитанник клуба «Нефтяник». Он начал играть за основной состав команды с 1957 года. В 1960 году Дикарев вышел вместе с «Нефтяником» в Высшую лигу чемпионата СССР, после чего его пригласили в московский «Спартак». В составе «красно-белых» Дикарев дебютировал 8 апреля 1961 года в матче со «Спартаком» из Еревана, завершившемся вничью 0:0. В первый же год Дикарев выиграл с клубом бронзовые медали чемпионата СССР. Через год выиграл в составе «Спартака» чемпионат страны. Также с красно-белыми Дикарев выиграл два Кубка СССР. В «Спартаке» Дикарев сначала играл вместе с Анатолием Маслёнкиным, а затем заменил его на месте левого центрального защитника, а на прежнем месте Дикарева стал играть Алексей Корнеев. Дикарев отличался хорошей игрой головой, умением подстраховывать партнёров и быстро принимать решения на футбольном поле. В 1967 году Дикарева вместе с ещё тремя спартаковцами отчислил из команды старший тренер команды Никита Симонян, за матч в Ташкенте, где эти футболисты сыграли неудовлетворительно, по мнению тренерского штаба. После ухода из «Спартака», Дикарев провёл сезон в московском «Локомотиве», а завершил карьеру в клубе «Волга».
За сборную СССР Дикарев провёл 3 игры. Он дебютировал в национальной команде 11 октября 1964 года в матче с Австрией. Последний матч провёл 23 мая 1965 года с Грецией.
Завершив карьеру игрока, Дикарев проработал с июля 1969 по 1970 год главным тренером клуба «Амур» (Благовещенск). Затем работал судьей, тоже недолго. Не найдя себя в футболе, Дикарев стал подрабатывать, приходилось ему работать и дворником, и грузчиком. За команду ветеранов Дикарев не играл.

## Личная жизнь
Дикареву в жизни не хватало силы воли. Свою квартиру на Кутузовском проспекте в Москве, полученную за победу в чемпионате СССР, он отдал после развода жене. Дикарев очень любил слушать джаз. Часто «гулял».

## Обвинения Маслаченко
Бывший голкипер «Спартака» Владимир Маслаченко в интервью газете «Советский спорт» 22 июня 2009 года обвинил Дикарева и Владимира Мещерякова в том, что они в 1966 году «сдали» матч бывшей команде Дикарева, бакинскому «Нефтянику». В результате «Нефтяник» получил бронзовые медали, а «Спартак» остался 4-м. В ответ на это Казбек Туаев, бывший в то время игроком «Нефтяника», сказал, что Дикарев был очень хорошим футболистом и человеком, а Маслаченко врёт.

## Достижения
- Чемпион СССР: 1962
- Обладатель Кубка СССР: 1963, 1965
- Победитель Всемирных Спортивных Игр Молодёжи и Студентов (в рамках фестиваля), Хельсинки: 1962